# スタイライフ
スタイライフ株式会社（Stylife Corporation）は、かつて存在した日本の企業。通信販売、インターネットモールの企画運営及びEコマースに関する各種事業を主に営んでおり、本社を東京都品川区に置いていた。
運営していた通販サイト「Stylife」は、楽天株式会社に継承されている。

## 沿革
- 1997年11月 - ニチメン株式会社（現・双日）の子会社として、ニチメンメディア株式会社を設立。
- 1998年3月 - 通信販売雑誌の「Look!s」を創刊。
- 2000年5月12日 - ニチメンメディアのインターネット事業部門が独立する形で、スタイライフ株式会社を設立。
- 2002年3月 - ニチメンメディア株式会社を吸収合併。
- 2006年
  - 6月 - 大阪証券取引所ヘラクレス市場に上場。
  - 11月13日 - 株式会社サマンサタバサジャパンリミテッド・株式会社WW by Samantha Thavasaの2社との間で、業務提携契約を締結。
- 2007年4月23日 - 株式公開買付けにより、サマンサタバサジャパンリミテッドが株式の33.32%を取得し、53.90%の株式を保有する親会社となる。
- 2009年5月 - サマンサタバサジャパンリミテッドが、同社の完全子会社株式会社バーンデストジャパンリミテッドへ保有全株式を譲渡。
- 2011年4月27日 - 株式会社パルコとの間で、資本・業務提携契約を締結[1]。
- 2012年5月14日 - 楽天株式会社・サマンサタバサジャパンリミテッド・バーンデストジャパンリミテッドの3社との間で、資本・業務提携契約を締結[2]。バーンデストジャパンリミテッドが、スタイライフの株式32.5%を楽天に譲渡。楽天が筆頭株主となる。
- 2013年
  - 3月1日 - 子会社のノーマディック株式会社の全株式を、サマンサタバサジャパンリミテッドに譲渡[3][4]。
  - 3月28日 - 楽天が株式公開買付けを実施し、既に保有していた株式を含め議決権所有割合94.88%の株式を取得[5]。楽天の子会社となる。
  - 8月1日 - 楽天の完全子会社となる[6]。
- 2015年4月1日 - 通販サイト「Stylife」の運営を楽天株式会社に移管し[7]、楽天スーパーロジティクス株式会社に吸収合併[8]。